# Вітово (гміна Коло)
+ Otheruses
Вітово (пол. Witowo) — село в Польщі, у гміні Коло Кольського повіту Великопольського воєводства.